# 狭井檳榔
狭井 檳榔（さい の あじまさ、生没年不詳）は飛鳥時代の豪族。姓は連。

## 経歴
狭井氏（佐為氏）は饒速日命の子孫と言われており、物部氏が改氏した石上朝臣と同祖とされている。『播磨国風土記』には、仁徳天皇の時代に狭井連佐夜（さい の むらじ さや）の物語が掲載されている。また『続日本紀』巻第一には、文武天皇の時代の700年に、刑部親王（忍壁皇子）以下19人とともに大宝律令の撰定者となり、その功績によって禄を与えられた狭井宿禰尺麻呂（さい の すくね さかまろ）の名が挙げられている。
檳榔の名前が初めて登場するのは、『日本書紀』巻第二十七斉明天皇7年8月（661年）の項目である。
とあるのに続けて、「或本に此の末に続ぎて云はく」と断った上で、
という箇所である。ここで「遣」と「使」の文字が使い分けられているが、前者は人員をさいて送るといったニュアンスがあり、後者には役目を与えて送るという意味が含まれている。
斉明天皇7年と記述してあるが、『書紀』巻第二十六によると、この年の7月24日に天皇は崩御している。8月1日に皇太子、葛城中大兄皇子（のちの天智天皇）は喪のために筑前国の朝倉宮（あさくらのみや、現在の福岡県朝倉市山田）から磐瀬行宮（いわせのかりみや）、別名長津宮（ながつのみや、現在の福岡市三宅）へ遷幸されていた。この地は那津(博多）に近く、水軍を動員するのにも便利でもあった。「鬼」が大笠を着て、朝倉山の上から喪の儀式をのぞき込んでいた、という話も伝わっている。さらに皇子たちは10月1日に海を渡り、23日に難波にかえりついた。11月7日に殯を飛鳥の川原で行っている。
その一方で、『書紀』巻第二十七の記述では、中大兄皇子は9月に長津宮から百済の王子（せしむ）余豊璋に冠位十九階の織冠（おりものこうぶり）を授け、さらに（太安万侶の祖父である）多臣蒋敷（おお の おみ こもしき）の同母妹と結婚させている。さらに、
とある。
この年の12月、高句麗でも唐軍の侵入を許していたが、逆に2つの城を奪い、唐の兵は高句麗の極寒の気候に凍え、進軍を防いでいた。
一方では播磨国狭夜郡（さよぐん）から祟りのあるという魔剣が朝廷に献上されたり、前線では百済・高句麗が滅びるという不吉なきざしも現れたりしていた。662年、翌天智天皇元年3月（大陸の記録では2月）、新羅軍が高句麗に侵入し、大和政権軍は高句麗の要請を受け、援軍を派遣した。そのため、新羅は唐軍の援助を得られず、攻略は失敗に終わった。
5月、阿曇比羅夫等は船師（ふないくさ）170艘を率いて、豊璋・途中で加わった鬼室福信らを百済に送り、豊璋を百済王位につけた。
同年12月、豊璋と福信らは、狭井連（檳榔）と朴市田来津（えち の たくつ＝秦田来津）とともに論議を重ねていた。
「州柔（つぬ、周留城）では土地がやせているため、兵粮がつきてしまう。避城（へさし）なら西北に川があり、東南には堤があり、一面が田（畑）で、溝を掘れば雨水もたまる。華も実もある作物に恵まれ、三韓のうちでもすぐれたところである。衣食の源があれば天地に近いところで地形が低いといっても、都をうつすべきだ」
というのが豊璋らの主張で、田来津らは、
「土地が低いというのが難点であり、食糧よりも敵が近くにいることの方が重要で、今は険しい山に囲まれた要衝である州柔にとどまるべきだ」
と反対したが、及ばなかった。田来津らが心配したように、新羅の侵攻を防ぐことができず、663年、豊璋たちは州柔に戻らなければならなくなった（このことは、『三国史記』新羅本紀文武王3年2月条にも描かれている）。
その翌月には上毛野君稚子（かみつけ の きみ わかこ）、巨勢神前臣訳語（こせのかむさき の おみ おさ）、阿倍引田臣比羅夫ら（あべのひけた の おみ ひらふ）の率いる日本からの援軍2万7千人が到着し、新羅を討った。唐側からも増援軍7千が到着した。
そんな折、鬼室福信に謀叛の疑いがあるとして、豊璋は福信を処刑してしまった。
かくして、白村江の戦いへと突入していった。この戦いでは朴市秦田来津が戦死しているが、檳榔がどうなったのかは描かれてはいない。
狭井連氏は、天武天皇13年（684年）に八色の姓が制定されたことにより、「宿禰」の姓を得ている。